# Puig de Bonany
El Puig de Bonany es un monte, de 318 m s. n. m., que se encuentra situado entre los municipios españoles de Petra, Villafranca de Bonany y San Juan, en la isla de Mallorca. 

## Ermita
En su cima se encuentra una ermita homónima. La ermita fue levantada en el siglo XVII en honor a una estatuilla de la virgen encontrada, si bien el edificio actual data de la década de los años 20 del siglo XX, en que fue reconstruida después de ser destruida por un rayo.[cita requerida]
A unos pocos metros de la ermita en el camino que lleva a ella hay una cruz de piedra, diseñada por el artesano local Joan Vives Lliteras y que fue clavada en conmemoración del último sermón que dio Fray Junípero Serra antes de partir hacia América.[cita requerida]

## Fiestas
En la tercera fiesta de Pascua, los tres pueblos que comparten el pico y otros de comarcas próximas, celebran una pancaritat.[cita requerida]
La zona es considerada Área Natural de Especial Interés.